# Villa Castelli
Villa Castelli är en ort och kommun i provinsen Brindisi i regionen Apulien i Italien. Kommunen hade 9 014 invånare (2022).